# Phellinus turbinatus
Phellinus turbinatus är en svampart som beskrevs av Ryvarden 2004. Phellinus turbinatus ingår i släktet Phellinus och familjen Hymenochaetaceae.   Inga underarter finns listade i Catalogue of Life.